# Corporate Social Responsibility
 Der er for få eller ingen kildehenvisninger i denne artikel, hvilket er et problem. Du kan hjælpe ved at angive troværdige kilder til de påstande, som fremføres i artiklen.

 Denne artikel omhandler overvejende eller alene danske forhold. Hjælp gerne med at gøre artiklen mere almen.
|  | Sammenskrivningsforslag Artiklen Forretningsdrevet samfundsansvar er foreslået føjet ind i Corporate Social Responsibility. (Siden april 2017) Diskutér forslaget Kort begrundelse: Eventuelt brugbart materiale er stort set allerede indeholdt her (oprettet af samme bruger) |

CSR (Corporate Social Responsibility, ofte også Corporate Sustainability and Responsibility) er ofte blevet oversat til virksomhedernes sociale ansvar og en række andre tilgrænsende. I den danske regerings handlingsplan på området fra maj 2008 og i forbindelse med ændring af årsregnskabsloven i december 2008 anvendes begrebet virksomheders samfundsansvar. Grundlæggende handler CSR om at virksomheder handler globalt og samfundsmæssigt ansvarligt, for eksempel ved at tage hensyn til menneskerettigheder, sociale vilkår, arbejdsforhold, miljø, klima etc.
CSR der er indtænkt i virksomhedens forretningsstrategi med henblik på også at skabe værdi for virksomheden, kan kaldes forretningsdrevet samfundsansvar eller blot strategisk CSR.
CSR er betegnelsen på virksomhedsinitiativer, hvor virksomheden tager hensyn til alle sine interessenters(typisk ansatte, ejeren, lokalsamfundet, kunder) interesser. Initiativerne er kendetegnet ved, at virksomheden går længere for det sociale ansvar, end den er pålagt ved lov, de agerer filantropisk.
Begreber som tillid, troværdighed og hæderlighed har altid spillet en vigtig rolle i erhvervslivet fordi man anså det for at være den rigtige måde at drive forretning på. Men det er nyt, at virksomhedernes sociale ansvar er en selvstændig ledelsesdisciplin. Hvor social ansvarlighed tidligere stort set handlede om, at virksomheder filantropisk gjorde noget for de svagest stillede, handler det i dag især om måden, hvorpå virksomheder driver deres forretning, hvordan dette påvirker omverdenen.
CSR har længe været et omstridt emne[kilde mangler]. Den senere nobelpristager og økonom Milton Friedman har i en artikel i The New York Times i 1970 under overskriften "The Social Responsibility of Business is to Increase Its Profits" givet udtryk for, at virksomheder alene skal sørge for at skabe vækst og arbejdspladser, derved betaler de al den gæld de måtte have til samfundet. Milton Friedmans opfattelse er til stadighed blevet udfordret igennem årene. Virksomheder presses fra flere sider til at have en CSR-politik, og presset er gennem årene blevet så stort, at det ellers liberale blad The Economist i 2007 udgav en særudgave hvor de giver udtryk for, at CSR er kommet for at blive, samt at virksomheder for at maksimere Shareholder value bliver nødt til at have en god CSR-profil.
Med den nationale handlingsplan for virksomhedens samfundsansvar fra 2008 tog CSR en ny drejning i Danmark. Handlingsplanen anbefaler den principbaserede tilgang til CSR som er udtrykt ved FN's Global Compact. De ti principper for virksomhedens samfundsansvar – eller virksomheders bidrag til social, miljømæssig, eller økonomisk bæredygtighed – omfatter menneskerettighederne, herunder kerne-arbejdstagerettighederne, miljøprincipper og anti-korruption. Ved en fokuseret indsats til at fremme et eller flere af disse principper, uden at krænke andre, påtager virksomheden sig et samfundsansvar. Foreløbigt har handlingsplanen udmøntet sig i en ændring af årsregnskabsloven, hvorefter de største danske virksomheder årligt skal rapportere på CSR i ledelsesberetningen. Det første år der skal rapporteres for er 2009.
I marts 2012 lancerede regeringen en ny handlingsplan for virksomheders samfundsansvar: "Ansvarlig Vækst - Handlingsplan for Virksomheders Samfundsansvar 2012-2015". Denne handlingsplan fremhæver 4 prioritetsområder; 1) at styrke respekten for internationale principper, 2) at øge ansvarlig vækst gennem partnerskaber, 3) at øge gennemsigtighed og 4) fremme gode rammer for ansvarlig vækst gennem det offentlige.[kilde mangler]
Selvom CSR stadigvæk bruges i dag som et teknisk begreb, er der mange som har erstattet begrebet med ESG (Environmental, Social and Governance). ESG er kommet på dagsordenen hos mange danske virksomheder, da der er kommet lovkrav fra EU om implementering af ESG-strategier for store virksomheder.

## Forskning
I Danmark er Center for Corporate Social Responsibility ved Copenhagen Business School omdrejningspunktet for CSR-forskning.[kilde mangler]

## Myndigheder
Center for Samfundsansvar blev oprettet i Erhvervs- og Selskabsstyrelsen i 2007. Centeret har til formål at udbrede og understøtte forretningsdrevet samfundsansvar (strategisk CSR) i danske virksomheder.

## Lovgivning
Ifølge årsregnskabsloven har det siden 2009 været lovpligtigt, at de største danske virksomheder i Danmark skal inkorporere en redegørelse i deres årsrapport om deres samfundsmæssige arbejde. Lovkravene er kun gældende for store virksomheder i regnskabsklasse C og D.

## Reference
- Edward Freeman, Alexander Moutchnik (2013): Stakeholder management and CSR: questions and answers. In: UmweltWirtschaftsForum, Springer Verlag, Bd. 21, Nr. 1. http://link.springer.com/article/10.1007/s00550-013-0266-3
- Friedman, Milton (1970). The Social Responsibility of Business is to Increase Its Profits. New York Times Magazine, 13.09.1970.

1. ↑  ESG på dansk – Vejen til en bæredygtig fremtid, Provice: https://provice.dk/esg-paa-dansk/

http://www.csrkompasset.dk/index.php?page=38

## Læs også
- Forretningsdrevet samfundsansvar
- Redegørelse for samfundsansvar for større virksomheder
- CitSR – Citizen's Social Responsibility
- Social innovation